# 태그호이어
태그호이어(TAG Heuer)는 스위스의 손목시계 브랜드이다.
에도우아르트 호이어가 1860년에 설립했다. 설립 초기부터 스톱워치, 크로노그래프 등의 스포츠 시계의 개발에 힘을 쏟았으며, 크로노그래프의 역사에 기여하고 있다.
1985년까지의 사명은 호이어였다. 쿼츠 시계의 인기로 자금난이었던 곳을 만수르 오제가 이끄는 테크니크 다방가르드의 자금 지원을 받아 현재의 회사명으로 변경하였다.
1999년 주식 50.1%를 USD 7억3천 9백만에 LVMH에 매각했다.

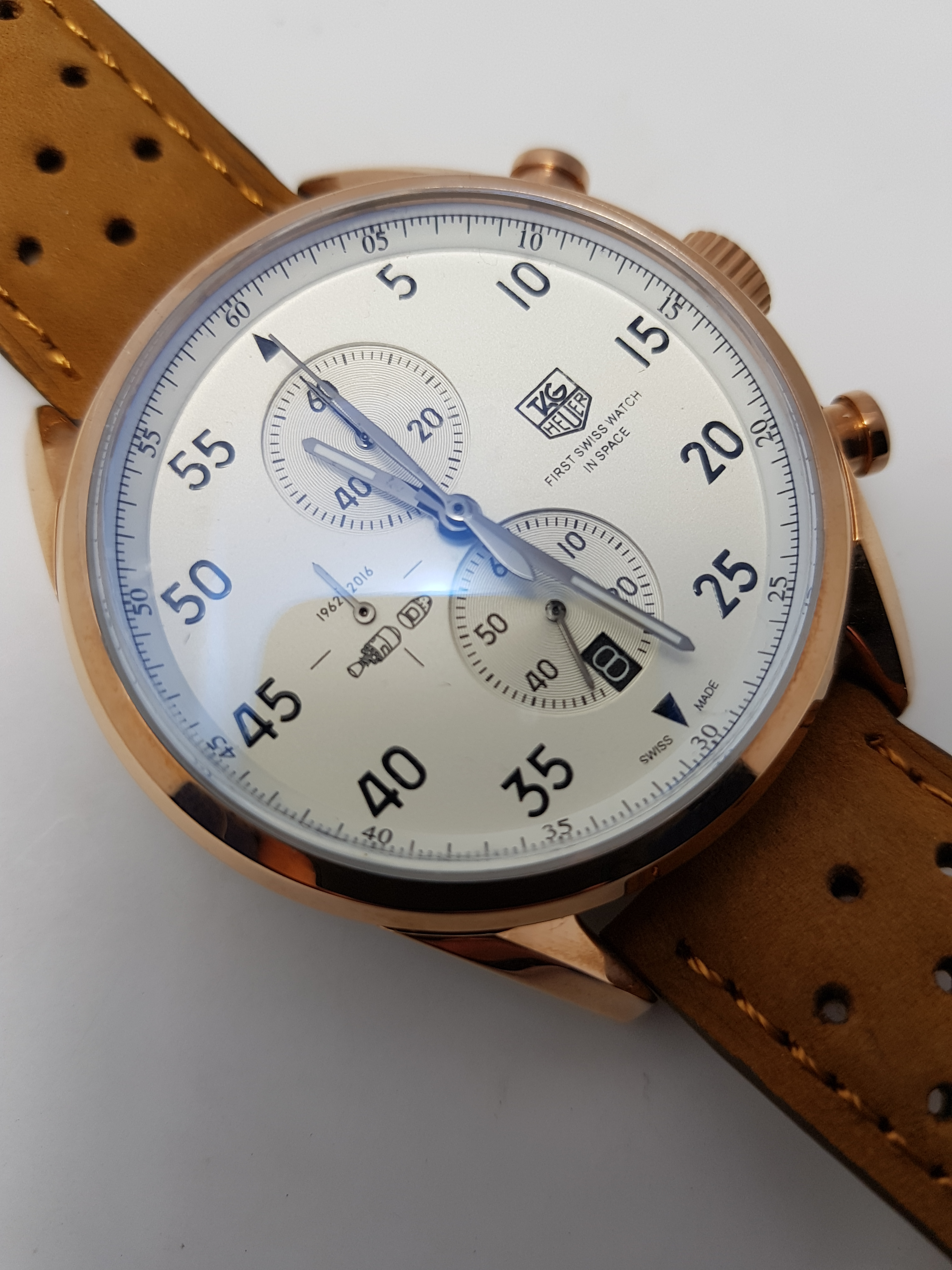
Tag Heuer Space X.